# Organització territorial de França

Territoris de França, exclosos els territoris antàrtics. Els ciutadans de tots aquests territoris, incloses les divisions administratives d'ultramar, són ciutadans francesos, voten a les eleccions nacionals (presidencials, legislatives), i tots els territoris habitats estan representats al Senat.

L'organització territorial de França és l'organització institucional i administrativa del territori francès. S'inventarien nombroses divisions territorials, que poden tenir un objectiu polític (col·lectivitats territorials), electoral (circumscripcions) o administratiu (serveis desconcentrats de l'Estat).
La revisió constitucional del 28 de març de 2003 ha redefinit com a « col·lectivitats territorials de la República »: els municipis (en un nombre de 36.686 l'1 de gener de 2009); els departaments (96 en metròpoli i 4 en ultramar); les regions (22 en metròpoli i 4 en ultramar); les col·lectivitats d'estatut particular (la col·lectivitat territorial de Còrsega sobretot) i les col·lectivitats d'ultramar (Mayotte, Saint-Pierre-et-Miquelon, les illes Wallis i Futuna, Polinèsia Francesa, Nouvelle-Calédonie, les Terres Australs i Antàrtiques franceses, Saint-Martin i Saint-Barthélemy).

## Història
Abans de la Revolució Francesa de 1789, el Regne de França es dividia en províncies històriques, provinents de l'època feudal, que es corresponien aproximadament a les regions actuals. El 1789, aquestes províncies foren abolides i el territori francès fou dividit en 83 departaments.
El terme «territori d'ultramar» ja no té valor jurídic des de la revisió constitucional del 28 de març de 2003, i ha estat substituït per col·lectivitat d'ultramar

## Visió general de les divisions territorials
Les divisions territorials de França poden jugar diversos papers :
- circumscripcions administratives : llocs d'intervenció de l'Estat a través dels seus serveis desconcentrats;

- circumscripcions electorals : marc territorial en el qual tenen lloc els escrutinis electorals;

- col·lectivitats territorials: territoris dotats de la personalitat jurídica (contràriament a les administracions desconcentrades) i d'una llibertat d'administració.[3] Les col·lectivitats territorials són igualment circumscripcions electorals per a la designació de llurs assemblees deliberants.

Algunes divisions territorials poden acollir de manera simultània una administració desconcentrada i una col·lectivitat territorial.
El quadre següent dona una visió de conjunt de les principals categories de divisions territorials franceses. No té en compte les col·lectivitats amb estatut particular.
| Divisió territorial | Circumscripció administrativa                      | Circumscripció electoral                        | Col·lectivitat territorial           |
| ------------------- | -------------------------------------------------- | ----------------------------------------------- | ------------------------------------ |
| Regió               | Prefecte de regió, direccions regionals            | Consell regional                                | Si                                   |
| Departament         | Prefecte de departament, direccions departamentals | Consell General                                 | Si                                   |
| Districte           | Sotsprefecte                                       | No                                              | No                                   |
| Cantó               | No                                                 | Conseller general                               | No                                   |
| Mancomunitat        | No                                                 | No (assemblea designada pels municipis membres) | No} (reagrupació de col·lectivitats) |
| Comú                | Alcalde (paper d'agent de l'Estat)                 | Consell municipal                               | Si                                   |

## França metropolitana

Divisions administratives de la França Metropolitana.

En ser França un Estat unitari, cap de les seves divisions administratives no posseeix competència legislativa. La divisió del territori metropolità es remunta, per als departaments, els cantons i els municipis, a 1789, per als districtes a 1800. Les regions són més recents : aparegudes en els anys 1950, han evolucionat de l'estatut de reagrupacions administratives de departaments al de col·lectivitats territorials proveïdes d'un consell electe. Les altres col·lectivitats territorials, conforme a l'article 72 de la constitució francesa, són els departaments, els municipis i algunes col·lectivitats amb estatut particular o d'ultramar. Els altres nivells no juguen cap altre paper, llevat de matèries administratives o electorals.
La profusió de municipis així com els serveis de vegades redundants entre les regions i els departaments continuen alimentant el debat de França sobre una eventual refundació d'aquest sistema.
Amb data d'1 de gener de 2006, la França metropolitana - és a dir la part del territori francès situada a Europa - està dividida en :

### 18 regions

Departaments i regions de França.

França compta amb 18 regions, cinc de les quals estan situades a ultramar.
La regió és la divisió territorial francesa de primer grau. És administrada per un consell regional escollit per a sis anys amb sufragi universal directe.
Cada regió posseeix igualment un prefecte de regió, designat pel Govern, el paper del qual és de representar l'Estat i d'assegurar-se del bon funcionament dels serveis desconcentrats, com per exemple la coordinació dels serveis de policia.
La Col·lectivitat Territorial de Còrsega, comptada entre les 18 regions, posseeix un estatut particular, anàleg al d'una regió però amb un major grau de poders.

### 101 departaments
França compta amb 101 departaments dels quals 5 estan situats en ultramar, encara que la numeració s'atura al número 95 : en efecte l'antic departament de Còrsega (20) ha estat dividit en dos departaments (2 A i 2 B) el 1976. Mayotte esdevindrà el 101è departament, el 5è a ultramar, a partir del 2011.
Un nivell per sota la regió (cadascuna d'elles està composta de diversos departaments, excepte les regions d'ultramar), el departament és administrat per una Consell General els conselleres generals del qual són escollits per un període a sis anys, i són renovats per meitat cada tres anys mitjançant sufragi universal directe. Actualment, el seu paper competeix sovint amb de les de les regions.
Els departaments han estat creats per una llei del 22 de desembre de 1789. L'objectiu era de facilitar la unificació lingüística i nacional de França amb el pretext de racionalitzar el mapa administratiu. La comissió parlamentària que llavors se n'ocupava, preconitzava que una persona, qualsevol que fos el departament on visqués, pogués arribar al cap de districte en una jornada a cavall.
Cada departament disposa d'un prefecte. El prefecte del departament on se situa la capçalera de districte és igualment prefecte de la regió.

### 342 districtes
Cada departament francès és de nou dividit en diversos districtes (a excepció del Territori de Belfort, que constitueix un sol districte), que acullen cadascun un sotsprefecte. El seu paper és d'ajudar el prefecte de departament en la seva tasca.

### 4 055 cantons
El 2013 hi havia a França 4.055 cantons, dels quals 172 es trobaven als departaments d'ultramar.
Els districtes són, al seu torn, dividits en diversos cantons (la legislació permet que un cantó sigui compartit entre dos districtes, però aquest cas de figura, que s'ha produït rarament, no existeix actualment).
El seu paper és essencialment de proveir una xarxa electoral; a les eleccions cantonals, cada cantó escull la persona que s'encarrega de representar-lo al consell general. En les zones urbanes, un mateix municipi compren generalment diversos cantons. En les zones rurals, un cantó és sovint format per diversos petits municipis; s'esdevé llavors, freqüentment, que els principals serveis administratius estan concentrats en el cap de districte del cantó.

### 36.681 comunes
L'1 de gener de 2013, hi havia a França 36.681 comunes (de les quals 129 es trobaven a ultramar).
Es tracta (en la quasi totalitat dels casos) de la divisió administrativa última del territori francès i correspon generalment al territori d'una ciutat o d'un poble. Si bé el comú pot ser encabit en diversos cantons, no pot formar part més que d'un sol districte.
Un comú és administrat per un consell municipal escollit per a un període de sis anys, i està presidit per un alcalde.
Els 3 comuns més poblats que són París, Marsella i Lió encara són dividits en 45 districtes municipals: 20 per a París, 16 per a Marsella i 9 per a Lió. No tenen res en comú amb els districtes departamentals, llevat del nom, i corresponen més aviat a submunicipis, amb un alcalde i un consell municipal de districte. Hi ha un ajuntament per districte a més a més de l'ajuntament central per a París i Lió, respectivament 20 i 9, i Marsella està de fet dividida en 8 «sectors» que apleguen cadascun dos districtes.
Algunes comunes poden aplegar igualment diverses aglomeracions, pobles o viles, que provenen sovint d'antigues comunes o aglomeracions massa poc poblades o massa aïllades per disposar d'una administració autònoma, i reagrupades amb una antiga comuna veïna més important. També poden ser procedents de plans de disposició, per exemple a les "ciutats noves", creades sobre el territori d'una o diverses comunes, o a les estacions de muntanya.

### Mancomunitat
Tanmateix, per tal de millorar la cooperació entre municipis propers, que tenen interessos comuns a nivell de transports, de zones econòmiques, etc., existeixen diversos tipus d'establiments públics de cooperació intermunicipal (EPCI), que presenten diversos nivells de cooperació. amb data d'1 de gener del 2009, 34.164 comunes, que apleguen un total de 56,4 milions d'habitants, són reagrupades en 2.601 agrupaments amb fiscalitat pròpia:
- 16 comunitats urbanes, el grau més elevat de cooperació intermunicipal. Són conjunts de població de més de 500.000 habitants, inclouen almenys una ciutat de 50.000 habitants i tenen competències àmplies (desenvolupament econòmic, gestió dels transports, de l'urbanisme, de l'aigua, de les deixalles, etc.). Tanmateix, algunes comunitats urbanes creades abans de la llei del 12 de juliol de 1999 tenen una població inferior: així per exemple, les d'Arràs o d'Alençon.

- 174 comunitats d'aglomeracions, per a conjunts que tinguin almenys 50.000 habitants al voltant d'una ciutat de com a mínim 15.000 habitants. Les seves competències obligatòries són menys nombroses que les de les comunitats urbanes.

- 2.406 comunitats de comunes, sense llindar mínim de població. Les seves competències obligatòries són, encara, menys nombroses.

- 5 sindicats d'aglomeració nova, una categoria antiga en vies de substitució per les comunitats d'aglomeració.

Existeixen encara altres estructures territorials locals, menys integrades que els EPCI amb fiscalitat pròpia: 
- la comarca, un territori caracteritzat per una cohesió geogràfica, econòmica, cultural o social, l'objectiu de la qual és de reunir els representants polítics i els actors econòmics a títol consultiu sobre projectes locals;

- els sindicats de comunes: SIVU i SIVOM (que no tenen fiscalitat pròpia).

### Col·lectivitats amb estatut particular
Algunes col·lectivitats estan dotades d'un estatut específic definit per la llei. Es tracta sobretot, en el cas de la metròpoli : 
- dels municipis de París (que és també un departament), Lió i Marsella;[9]

- de la Col·lectivitat Territorial de Còrsega, que reemplaça la regió des de la llei del 13 de maig de 1991.[10]

## França d'ultramar
La República francesa és igualment constituïda de diverses divisions administratives per a les parts del territori que no se situa a França metropolitana. Aquestes divisions corresponen a l'engròs al grau d'independència d'aquests territoris enfront de la metròpoli.

### 4 regions monodepartamentals d'ultramar
Existeix a França 4 regions d'ultramar: Guadalupe, Guaiana, Martinica i La Reunió. Des de 2003, aquestes regions tenen exactament el mateix estatut que les regions metropolitanes. Cadascuna d'elles és igualment un departament d'ultramar, que ja existia des de 1946.
Mayotte esdevindrà aquest 2011 la 5a regió i el 5è departament d'ultramar.
Aquestes regions d'ultramar són a més a més dividides en :
- 13 districtes

- 156 cantons

- 112 comunes (hi ha efectivament en total més cantons que comunes, al contrari del que s'observa a França metropolitana)

Aquestes divisions corresponen exactament a llurs homologues metropolitanes.
De més, amb data d'1 de gener de 2006, hi havia 15 estructures intermunicipals que aplegaven 87 municipis (o sigui el 76,3% dels municipis de les regions d'ultramar) :
- 6 comunitats d'aglomeracions

- 9 comunitats de comunes

### Sis col·lectivitats d'ultramar
El 28 de març de 2003, una revisió constitucional va crear les col·lectivitats d'ultramar (COM). N'hi ha 6, amb estatuts diversos :
- Polinèsia Francesa, denominada país d'ultramar per la llei orgànica del 27 de febrer de 2004, és regida per un estatut de molt àmplia autonomia. Posseeix un govern local, presidit per un president de la Polinèsia Francesa, l'assemblea de la Polinèsia Francesa que disposa per la seva part d'un poder legislatiu restret (vot de lleis de país). El govern local té igualment competència per negociar acords amb Estats o organismes internacionals. La Polinèsia Francesa és subdividida en 5 subdivisions administratives, que alhora estan dividides en 48 comunes. Finalment, 30 d'aquests municipis són dividits en seccions anomenades municipis associats, amb un nombre total de 96. Els 18 altres municipis no estan dividits en municipis associats.

- Mayotte posseeix un estatut fortament inspirat en el del d'un departament (posseeix d'altra banda una consell general). És específicament anomenada col·lectivitat departamental per la llei d'11 de juliol de 2001 i serà tenint en compte el resultat del referèndum de març de 2009 un departament francès de ple dret en 2011 (el 101è departament francès i el 5è departament d'ultramar). Mayotte és subdividit en 17 municipis i 19 cantons (cada municipi forma un cantó, excepte Mamoudzou que està dividit en 3 cantons).

- Saint-Barthélemy i Saint-Martin, que pertanyien totes dues anteriorment al departament de Guadalupe.

- Saint-Pierre i Miquelon posseeix igualment un estatut veí del d'un departament, amb un consell general. El seu territori és dividit en dos municipis, però no posseeix ni districte, ni cantó. La llei de l'11 de juny de 1985 fa simplement d'ella una col·lectivitat territorial.

- Wallis i Futuna posseeix un estatut específic. Està constituït per tres monarquies (Alo, Sigave i Uvéa), que formen les corresponents circumscripcions territorials. Els reis d'aquests regnes presideixen el consell territorial que comprèn igualment tres representants de l'Estat francès, mentre que una assemblea territorial és escollida mitjançant sufragi universal. Uvéa, la més poblada de les circumscripcions, és dividida en tres districtes: Hahaké, Hihifo i Mua. Les circumscripcions i districtes són dividits en 36 pobles que no són divisions administratives, però que serveixen d'unitat de base al padró de la població. Wallis-et-Futuna no posseeix ni districte, ni cantó, ni municipi (és l'únic territori francès habitat que no està dividit en municipis). La llei del 29 de juliol de 1961 fa d'ell un territori pertanyent a la categoria dels territoris d'ultramar. Però contràriament a les altres COM, cap llei posterior a la reforma del 28 de març de 2003 no ha canviat la seva qualificació particular, sens dubte obsoleta.

### Països constitutiusde la República
- Nova Caledònia no és una col·lectivitat territorial, sinó més aviat un país constitutiu de la República, i posseeix un estatut específic de col·lectivitat dita sui generis (o «del seu propi gènere»), que li garanteix una molt àmplia autonomia. Un referèndum local, a partir del 2014, preguntarà sobre la seva independència eventual. Posseeix un congrés que escull un govern. La llibertat de legislació concedida a Nova Caledònia és actualment la més important de tots els territoris francesos, atès que el congrés promulga lleis de país. Nova Caledònia està dividida en tres províncies (província Nord, província Sud i província de les illes Lleialtat), que al seu torn dividides en 33 municipis (un dels quals està compartit entre 2 províncies).

- Polinèsia Francesa, per bé que és una col·lectivitat territorial, ha estat designada el 2004 com a «país d'ultramar» en vista del seu alt grau d'autonomia.

### Dependències de la República
Existeixen encara tres altres estructures en relació amb diferents territoris de la República francesa que no posseeixen cap població permanent i, per tant, cap elecció local :
- Les Terres Australs i Antàrtiques Franceses, dividides en cinc districtes : les Illes Kerguelen, l'Illa Amsterdam i l'Illa de Sant Pau, les Illes Crozet i la Terra Adèlia i, des de febrer 2007, les illes Esparses de l'Oceà Índic. En relació amb la Terra Adèlia, en haver signat França, el 1959, el Tractat Antàrtic, la seva sobirania està actualment suspesa. Són administrades des de la ciutat de Saint-Pierre, a La Reunió, per un administrador superior, ajudat per un secretari general.

- Les illes Esparses de l'Oceà Índic van ser administrades pel prefecte de la Reunió. Aquesta funció es recolzava en el decret del 19 de setembre de 1960. A partir del decret del 3 de gener de 2005 i fins a 2007, l'administració de les illes va ser confiada al prefecte, administrador superior de les Terres australs i antàrtiques franceses.

- L'Illa Clipperton, que s'escapa de l'àmbit públic marítim i està inscrita al llistat de les propietats comunals de l'Estat. Amb aquest títol es troba sota l'autoritat del Primer Ministre, autoritat que delega en l'Alt Comissari de la República de Polinèsia Francesa.

## Nacionalitat i ciutadania franceses
Els criteris per complir amb la ciutadania francesa són idèntics sobre tot el territori francès, incloent-hi les possessions d'ultramar. Tots els ciutadans francesos, allà on ells romanguin, voten a les eleccions nacionals, (presidencial i legislativa) i són representats al Senat i a l'Assemblea nacional.
L'article 17.4 del codi civil, tal com resulta de la llei n°; 2003-1119 del 26 de novembre de 2003 relativa al domini de la immigració, al sojorn dels estrangers a França i a la nacionalitat, disposa : «En el sentit del present títol (relatiu a la nacionalitat francesa), l'expressió «a França» s'entén referida al territori metropolità, als departaments i col·lectivitats d'ultramar així com a Nouvelle-Calédonie i les Terres australs i antàrtiques franceses. » (Per ser complet, quant a la nacionalitat francesa i fins i tot si allò no és precisat en la llei o al seu decret d'aplicació, l'expressió «a França» inclouria també, segons la jurisprudència dels tribunals francesos, les aeronaus -vaixells i avions- que naveguen amb pavelló francès quan patrullen als territoris internacionals).

## Pertinença a la Unió europea
La França metropolitana i les regions franceses d'ultramar fan part integrant de la Unió europea, sent considerades les regions d'ultramar com regions ultraperifèriques d'aquesta última.
Les altres parts de la República francesa no formen part del territori comunitari, fins i tot si llurs residents que posseeixen la nacionalitat francesa voten en el moment de les eleccions europees. Alguns tractats relatius a la Unió Europea s'hi poden aplicar (com ara l'Euratom o l'Euro, utilitzat a Mayotte i Saint-Pierre-et-Miquelon).